# Chad Chenouga
Chad Chenouga est un acteur, réalisateur et scénariste français, né le 11 mai 1962 dans le 10e arrondissement de Paris.

## Biographie
Chad Chenouga est placé dans un foyer de la DDASS après la mort de sa mère alors qu'il est encore adolescent. Cette partie de sa vie lui inspire les films 17, rue Bleue, sorti en 2001, et De toutes mes forces, sorti en 2016-2017. Le second film, situé à l'époque contemporaine, reprend en partie la trame de sa pièce La Niaque, qui se déroulait il y a trente-cinq ans dans un foyer non mixte.
Après le baccalauréat, Chad Chenouga commence des études d'économie avant de s'inscrire au cours Florent. Devenu acteur, il y anime aujourd'hui des ateliers, ainsi que dans des prisons ou dans des foyers.
Il est membre du collectif 50/50 qui a pour but de promouvoir l’égalité des femmes et des hommes et la diversité dans le cinéma et l’audiovisuel,.
En 2018, il est président du jury du Festival Films Courts de Dinan.

## Théâtre
- 2011 : La Niaque, mise en scène de Chad Chenouga d'après sa pièce ; scénographie de Gilles Taschet ; production Théâtre Nanterre-Amandiers ; avec Chad Chenouga, Stael Isaya-Wa, Romuald Brizolier

## Filmographie
Sauf indication contraire, les informations mentionnées dans cette section peuvent être confirmées par les bases de données cinématographiques  présentes dans la section « Liens externes ».

### Réalisateur

#### Courts métrages
- 1994 : Poison rouge
- 1996 : Batata
- 1998 : L'Attache
- 1999 : Rue Bleue
- 2008 : Zcuse-nous
- 2011 : J'ai kidnappé Plastic Bertrand
- 2014 : L'Hachouma (La Honte)

#### Longs métrages
- 2001 : 17, rue Bleue
- 2008 : Cash (documentaire coréalisé avec Christine Paillard)
- 2016 : De toutes mes forces
- 2022 : Le Principal[5],[6]
- 2024 : Pourquoi tu souris ?

#### Télévision
- 2009 : La vie est à nous (série télévisée), 3 épisodes

### Acteur

#### Cinéma
- 1995 : En mai, fais ce qu'il te plaît de Pierre Grange
- 1998 : Un, deux, trois, soleil de Bertrand Blier
- 2000 : Montparnasse-Pondichéry d'Yves Robert
- 2003 : Le Bison (et sa voisine Dorine) d'Isabelle Nanty
- 2005 : Comme si de rien n'était de Pierre-Olivier Mornas
- 2007 : Un cœur invaincu de Michael Winterbottom
- 2007 : Le Fils de l'épicier d'Éric Guirado
- 2015 : Dieumerci ! de Lucien Jean-Baptiste
- 2021 : Les Héroïques de Maxime Roy
- 2023 : Monsieur, le Maire de Karine Blanc et Michel Tavares
- 2023 : Première Affaire de Victoria Musiedlak

#### Télévision

##### Téléfilms
- 1991 : Le Second Voyage
- 1992 : C'est mon histoire : Christian Faure
- 1998 : Avocats & Associés : Olivier
- 2001 : Sa vie à elle : Romain Goupil
- 2002 : Garonne : Claude d'Anna
- 2006 : Le Chapeau du p'tit Jésus de Didier Grousset
- 2009 : On achève bien les disc-jockeys : Orso Miret
- 2024 : À l'épreuve d'Akim Isker : Youssef

##### Séries télévisées
- 1990 : Sixième gauche : Karim dit « Mégot »
- 2002 : La Vie devant nous : M. Salmi, prof de français

## Publication
- La Niaque (théâtre), Paris, Éditions de l'Amandier, 2010  (ISBN 978-2-35516-134-6)

## Distinctions
- Nommé aux Césars 2000 pour son film Rue Bleue, qui a également reçu deux prix à la Quinzaine des réalisateurs (Cannes).
- Lauréat du grand prix du concours Sopadin du meilleur scénariste pour son film De toutes mes forces[Quand ?].